# Ngày xửa ngày xưa ở Xứ sở thần tiên
Ngày xửa ngày xưa ở Xứ sở thần tiên (tiếng Anh: Once Upon a Time in Wonderland) là một bộ phim truyền hình cổ tích của Mỹ, sáng lập bởi Edward Kitsis, Adam Horowitz, Zack Estrin và Jane Espenson của hãng ABC Studios. Đây là một bộ phim dẫn xuất của phim gốc Ngày xửa ngày xưa, phát sóng chính thức trên ABC vào lúc 8 giờ tối vào các ngày Thứ năm hàng tuần, bắt đầu từ ngày 10 tháng 10 năm 2013.
Bộ phim được dựa trên truyện cổ tích của Lewis Carroll Cuộc phiêu lưu của Alice vào Xứ sở thần tiên nhưng với một phong cách pha trộn biến tấu khác với những dị bản khác và diễn ra trong cùng một thế giới quan tương đồng với Ngày xửa ngày xưa tại Xứ sở thần tiên, cùng với những cảnh hồi tưởng trước Lời Nguyền Hắc Ám.
Vì thế, bộ phim dự kiến sẽ được thực hiện theo các thiết lập tương tự với những loạt phim đi trước, bao gồm cả việc sử dụng những thành tố vay mượn từ Disney và Mất tích. Thêm vào đó, loạt phim sẽ có những tập phim bắt chéo với Ngày xửa ngày xưa cùng với một sự liên kết với những nhân vật đang bị kẹt tại Storybrooke, Maine.
Vào 27 tháng 3, năm 2014, ABC thông báo hủy bỏ bộ phim, và loạt phim sẽ kết thúc trọn vẹn trong một mùa phim duy nhất bao gồm 13 tập, với tập cuối phát sóng vào ngày 3 tháng 4 năm 2014. Vào ngày 1 tháng 4 năm 2014, Michael Socha trong cuộc phỏng vấn tường thuật rằng anh sẽ tiếp tục vai diễn Will Scarlet/Cơ Hiệp ở kế hoạch Mùa phim thứ tư của bộ phim chính Ngày Xửa Ngày Xưa.

## Nội dung
ở Luân Đôn, Anh Quốc, một cô gái trẻ xinh xắn tên là Alice kể một câu chuyện về một vùng đất mới lạ kỳ bí tồn tại phía bên kia của một hố thỏ. Một chú mèo biết tàng hình, một con sâu bướm già đang hút và nhả khói thuốc và những lá bài thẻ đang nói chuyện với nhau về những điều thần kỳ mà cô đã nhìn thấy trong một chuyến phiêu lưu không tưởng. Cho rằng cô đang mắc chứng rối loạn tâm thần, những người bác sĩ mở một cuộc điều trị để làm cho cô quênyrus trong khi đối đầu với những âm mưu của Hồng Hậu và Jafar.

## Nhân vật

### Dàn diễn viên chính
- Sophie Lowe trong vai Alice
- Peter Gadiot trong vai Cyrus
- Michael Socha trong vai Will Scarlet/Cơ Hiệp (Knave of Hearts)
- Emma Rigby trong vai Anastasia/Hồng Hậu (Red Quee
- John Lithgow lồng tiếng cho Thỏ Trắng
- Naveen Andrews trong vai Jafar[6]

### Diễn viên định kỳ
- Jonny Coyne trong vai Bác sĩ Lydgate
- Ben Cotton trong vai Tweedledum
- Marty Finochio trong vai Tweedledee
- Keith David lồng tiếng cho Chú Mèo Nhăn Nhở[7]
- Brian George trong vai Quốc vương - Sultan/Lão tù nhân
- Whoopi Goldberg lồng tiếng cho Bà Thỏ[8]
- Lauren McKnight trong vai "Thằn Lằn" (Lizard)
- Barbara Hershey trong vai Nữ hoàng Quân Cơ (Queen of Hearts)
- Iggy Pop lồng tiếng cho Lão Sâu Bướm[9]
- Zuleikha Robinson trong vai Amara
- Peta Sergeant trong vai Jabberwocky
- Garwin Sanford trong vai Hồng Vương (Red King)
- Shaun Smyth trong vai Edwin, bố của Alice
- Heather Doerksen trong vai Sarah, mẹ kế Alice

## Sản xuất và lựa chọn diễn viên
Vào tháng 2 năm 2013, Kitsis và Horowitz cùng với những nhà sản xuất Zack Estrin và Jane Espenson đã phát triển một dẫn xuất tập trung vào Xứ sở thần tiên của Lewis Carroll. Bộ phim bao gồm nhiều nhân vật mới được giới thiệu như "Amahl, một nhân vật kỳ lạ, giàu tình cảm và lạc quan; và Cơ Hiệp, một kẻ phiêu lưu mạo hiểm sành đời, một thanh niên hành động, một kẻ cô độc và thất tình". Vào 28 tháng 3 năm 2013, nhà sản xuất thông báo rằng Sophie Lowe sẽ thể hiện vai diễn chủ đạo là Alice, đồng thời Peter Gadiot sẽ vào vai Cyrus, người yêu của Alice. Michael Socha sẽ vào vai Cơ Hiệp. Barbara Hershey, Nữ hoàng Quân Cơ Cora trong loạt phim chính, cũng sẽ xuất hiện trong bộ phim dẫn xuất này với vai diễn tương tự. Trong tháng 4, Paul Reubens được chọn làm diễn viên lồng tiếng cho Thỏ Trắng và Emma Rigby được chọn với vai diễn phản diện Hồng Hậu.
Vào 10 tháng 5 năm 2013, nhà sản xuất công bố bắt đầu bộ phim, cùng thông báo John Lithgow sẽ thay thế Reubens vào vai lồng tiếng cho Thỏ Trắng. Vào 14 tháng 5 năm 2013, ABC thông báo bộ phim dẫn xuất này sẽ phát sóng vào khung giờ tối Thứ Năm hàng tuần thay vì giờ phát sóng tương tự như các loạt phim đi trước. Ban đầu phim được thiết đặt với chuẩn 13 tập phim một mùa, sau đó được ABC thông báo lại vào nửa sau tháng 6 rằng sẽ mở thêm một vài tập bởi các nhà sáng lập Kitsis và Horowitz đã dự trù kế hoạch sẵn cho toàn bộ mùa phim thứ nhất. Edward Kitsis nói "Chúng tôi thực sự muốn kể câu chuyện mà không cần phải lo lắng về việc mở rộng nó trong vòng 5 năm." và "Nó không cần phải là một mùa phim gồm 22 tập. Bất cứ khi nào nó sẵn sàng kết thúc, bạn biết chúng tôi đã kể hết toàn bộ câu chuyện một cách hoàn chỉnh...". Tuy nhiên trong buổi họp báo mùa hè TCA vào tháng 8 đã thông báo sai là chỉ có 13 tập phim được thiết đặt. Edward Kitsis và Adam Horowitz bình luận rằng "Tuy rằng nhiều người chúng tôi đã xong việc cho mùa phim này, nhưng những gì chúng tôi đang lập kế hoạch là kể một câu chuyện hoàn chỉnh với khởi đầu, diễn biến và kết thúc" và nói thêm "Nếu nó làm tốt [và] mọi người thích nó, hi vọng thay chúng tôi sẽ trở lại và kể tiếp một chuyến phiêu lưu khác với cốt truyện này".
Tại Comic-Con 2013, nhà sản xuất thông báo siêu sao Mất tích, Naveen Andrews sẽ tham gia dàn diễn viên chính với vai Jafar. Trong tháng 9, bộ phim thông báo rằng Keith David và Iggy Pop cũng được chọn trong dàn diễn viên với vai trò lồng tiếng cho Chú Mèo Nhăn Nhở và Bác Sâu Bướm. Iggy Pop sẽ thay thế cho Roger Daltrey đã lồng tiếng cho Sâu Bướm với vai trò khách mời trong phim gốc Ngày xửa ngày xưa.

## Tập phim
| STT | Tựa đề                                         | Đạo diễn        | Kịch bản                                                  | Phát sóng            | Khán giả Mỹ (triệu người) |
| --- | ---------------------------------------------- | --------------- | --------------------------------------------------------- | -------------------- | ------------------------- |
| 1 | "Down the Rabbit Hole" "Rơi xuống hố thỏ"      | Ralph Hemecker  | Edward Kitsis, Adam Horowitz, Zack Estrin & Jane Espenson | 10 tháng 10 năm 2013 | 5,82                      |
| Những câu chuyện mà Alice kể về những cuộc phiêu lưu kỳ thú của mình tại Xứ sở thần tiên đã dành cho cô một chỗ trong Viện tâm thần Bethlem và trải qua một cuộc điều trị để giúp cô quên đi những ký ức đau buồn, nhưng Cơ Hiệp và Thỏ Trắng kịp thời có mặt để cứu cô và đem cô trở lại Xứ sở thần tiên, nơi mà họ tiết lộ rằng Cyrus còn sống. Trong khi Alice bắt đầu cuộc hành trình của mình thì Hồng Hậu và Jafar toan tính những âm mưu ám hại cô. |                                                |                 |                                                           |                      |                           |
| 2 | "Trust Me" "Hãy tin em"                        | Romeo Tirone    | Rina Mimoun                                               | 17 tháng 10 năm 2013 | 4,53                      |
| Alice xây dựng kế hoạch giải cứu Cyrus bằng cách đi lấy lọ đèn của anh ta. Trong khi đó, Hồng Hậu bắt đầu tự hỏi vai trò của mình trong kế hoạch của Jafar là gì trong khi mỗi người tự tìm lấy lọ đèn cho riêng mình. Cảnh hồi tưởng quay lại câu chuyện quá khứ Cyrus lạc đến Xứ sở thần tiên và mối tình giữa Alice và anh ấy được tiết lộ. |                                                |                 |                                                           |                      |                           |
| 3 | "Forget Me Not" "Đừng quên tôi"                | David Solomon   | Richard Hatem                                             | 24 tháng 10 năm 2013 | 4,38                      |
| Với chiếc lọ của Thần đèn nằm trong móng vuốt của mình, Hồng Hậu đã phóng thích Bandersnatch truy sát Alice trong kế hoạch của Jafar để đối phó với Cyrus. Alice và Cơ Hiệp đi đến nhà của Grendel ở Khu Rừng Thì Tầm để tìm kiếm Gút dây hồi tưởng để họ có thể biết được ai đã lấy trộm lọ đèn trước cả Jafar. Trong cảnh hồi tưởng của Cơ Hiệp, anh ấy tham gia hội Những Người Đàn Ông Vui Vẻ của Robin Hood khi còn là Will Scarlet. Tập phim cũng tiết lộ rằng người yêu của Cơ Hiệp, Anastasia hiện giờ chính là Hồng Hậu của Xứ sở thần tiên. |                                                |                 |                                                           |                      |                           |
| 4 | "The Serpent" "Rắn thần"                       | Ralph Hemecker  | Jan Nash                                                  | 7 tháng 11 năm 2013  | 3,55                      |
| Cơ Hiệp bị Hồng Hậu tóm được (trước khi Jafar ra tay) sau khi cứu anh ấy thoát khỏi những Kẻ Thu Thập của Sâu Bướm. Jafar phát hiện và muốn Cơ Hiệp phải bị chém đầu thị chúng để cảnh cáo đây là kết cục cho những kẻ dám giúp đỡ Alice. Alice trở thành bạn với một người thu thập tên "Thằn Lằn" để giúp đỡ Alice giải cứu Cơ Hiệp. Trong khi đó, Hồng Hậu tỏ ra do dự khi giết Hiệp bởi vì bà vẫn còn yêu anh ấy và những cảnh hồi tưởng tiết lộ âm mưu thực sự của Jafar với quyền năng của Cyrus. |                                                |                 |                                                           |                      |                           |
| 5 | "Heart of Stone" "Trái tim khối đá"            | Paul Edwards    | Katie Wech                                                | 14 tháng 11 năm 2013 | 3,73                      |
| Trong cảnh hồi tưởng, Will và Anastasia nhảy qua Bên Kia Màn Gương Soi để đến Xứ sở thần tiên, và phát hiện rằng cuộc sống mới không lý tưởng như họ đã tưởng tượng, và tiết lộ câu chuyện làm thế nào Anastasia trở thành Nữ hoàng của Xứ sở. Trong khi đó, Alice tạm thời hợp tác với Hồng Hậu tìm ra bụi phép để giúp bà ta để phòng hờ Jafar và đổi lại Alice sẽ được biết nơi Cyrus ở đâu. |                                                |                 |                                                           |                      |                           |
| 6 | "Who's Alice?" "Alice là ai?"                  | Ron Underwood   | Jerome Schwartz                                           | 21 tháng 11 năm 2013 | 3,53                      |
| Khi du hành qua Rừng Tối để tìm đường đến chỗ của Cyrus, Alice tạm dừng chân tại Boro Viên, một khung cảnh quyến rũ làm cô bắt đầu quên lãng và mất trí, và Cơ Hiệp phải rất gian nan trong việc kéo cô ra khỏi nơi đó. Cyrus trốn thoát và bị nhóm lính của Jafar truy đuổi, trong khi Hồng Hậu đang toan tính tóm anh. Jafar cùng Thỏ Trắng đi đến London để tìm manh mối xem Alice quan tâm đến những ai. Cảnh hồi tưởng tiết lộ câu chuyện Alice phải trải qua những gì sau khi tưởng rằng Cyrus đã chết, và phát hiện rằng bố của cô, Edwin đã kết hôn với một người phụ nữ tên Sarah và họ đã có một gia đình riêng với cô con gái Millie, em gái cùng cha khác mẹ của Alice. |                                                |                 |                                                           |                      |                           |
| 7 | "Bad Blood" "Tạp Huyết"                        | Ciaran Donnelly | Jane Espenson                                             | 5 tháng 12 năm 2013  | 3,24                      |
| Trong khi Alice và Cơ Hiệp vạch kế hoạch giải cứu Cyrus khỏi ngục đảo bay của Jafar, thì hắn mang Edwin - bố của Alice - đến Xứ sở thần tiên và dùng ông cho mục đích khiến Alice sử dụng điều ước thứ hai. Trong cảnh hồi tưởng, Jafar gặp được cha ruột của mình, Sultan - Quốc vương xứ Agrabah, dẫn đến những sự kiện khiến Jafar trở thành kẻ xấu xa ở hiện tại. |                                                |                 |                                                           |                      |                           |
| 8 | "Home" "Mái ấm"                                | Romeo Tirone    | Edward Kitsis, Adam Horowitz & Zack Estrin                | 12 tháng 12 năm 2013 | 3,30                      |
| Trên đường Alice lập kế hoạch tái ngộ với Cyrus ở vùng Rìa, cô truy hỏi Thỏ Trắng về mối quan hệ của ông ta đối với Hồng Hậu, và phát hiện tình cảnh của gia đình nhà thỏ. Trong khi đó, mâu thuẫn giữa Jafar và Hồng Hậu đã lên tới đỉnh điểm. Will nhờ điều ước mà Alice đã hứa cho cậu trước đó, đã ước kết thúc nỗi thống khổ của Alice. Kết quả Cyrus được tự do, và thay vào đó, Will phát hiện mình trở thành thần đèn thay thế khi bị mắt kẹt trong chiếc lọ đang trôi nổi. |                                                |                 |                                                           |                      |                           |
| 9 | "Nothing to Fear" "Chẳng gì phải sợ"           | Michael Slovis  | Richard Hatem & Jenny Kao                                 | 6 tháng 3 năm 2014   | 3,27                      |
| Will gặp lại Lizard khi cô vô tình nhặt được lọ đèn của anh. Cyrus và Alice bất đắc dĩ hợp tác với Hồng Hậu để tìm kiếm Will đồng thời chuẩn bị đề phòng trước những kế hoạch của Jafar, khi hắn được Lão Sâu Bướm gợi ý về Jabberwocky. Hồng Hậu bị dân chúng Xứ thần tiên bắt và trả thù vì không bảo vệ lợi ích sống còn của họ và cả nhóm lập kế hoạch thoát nạn. Bộ ba gặp được Will và thành lập liên minh chống lại Jafar và giải cứu hai thần đèn bị bắt, trong khi hắn giải thoát cho Jabberwocky đang bị giam cầm trong tòa lâu. |                                                |                 |                                                           |                      |                           |
| 10 | "Dirty Little Secrets" "Những bí mật bẩn thỉu" | Alex Zakrzewski | Adam Nussdorf & Rina Mimoun                               | 13 tháng 3 năm 2014  | 3,22                      |
| Cyrus nhớ lại những sự kiện khiến anh và những người anh em phải trả giá trở thành thần đèn. Trong khi đó, Hồng Hậu và Hiệp chạm trán với Jabberwocky. |                                                |                 |                                                           |                      |                           |
| 11 | "Heart of the Matter" "Trung tâm của vấn đề"   | David Boyd      | Jenny Kao & Katie Wech                                    | 20 tháng 3 năm 2014  | 3,51                      |
| Alice và Cyrus phát hiện ra những thông tin về tù nhân mà Jafar đang bắt giữ và nắm lấy cơ hội. Trong khi đó, Hồng Hậu rơi vào tình cảnh nguy hiểm và không ai có thể giúp bà ta, ngoại từ Hiệp, đã trao đổi bằng cách cho hắn biết thứ mình cần tìm kiếm. Ở cảnh hồi tưởng, Anastasia đang chuẩn bị kết hôn với Hồng Vương và thành lập giao kèo với Cora - Nữ hoàng Quân Cơ - đã tác động trực tiếp đến Will. Cora gặp Will, và cậu đã thỉnh cầu bà ta bằng một lời đề nghị khá sốc. |                                                |                 |                                                           |                      |                           |
| 12 | "To Catch a Thief" "Bắt trộm"                  | Billy Gierhart  | Adam Nussdorf & Jerome Schwartz                           | 27 tháng 3 năm 2014  | 3,35                      |
| Trong quá khứ, Cora ra lệnh cho Cơ Hiệp truy bắt Alice, và kết quả là một lời giao kèo để cô giúp đỡ lấy lại trái tim của cậu. Hiện tại, tình bạn của Alice và Cơ Hiệp bị thử thách khi Jafar ép buộc cậu phải cướp lấy trái tim của cô. Trong khi đó, Jabberwocky đang cố gắng tự do khỏi sự ràng buộc của Jafar và hắn đối mặt với người đồng hành trước đây của mình, Amara. |                                                |                 |                                                           |                      |                           |
| 13 | "And They Lived..." "Và họ đã sống..."         | Kari Skogland   | Edward Kitsis & Adam Horowitz & Zack Estrin               | 3 tháng 4 năm 2014   | 3,38                      |
| Jafar đã có được Quyền Năng Toàn Diện và thành công thay đổi được Luật Ma Thuật, làm cho cha mình yêu quý mình và ép buộc Anastasia nghĩ cô yêu hắn. Sau khi Alice, Cyrus và Amara trốn thoát, Jafar giam giữ Jabberwocky và triệu hồi một quân đoàn người chết để thực thi nhiệm vụ của mình. Alice và Thỏ Trắng thiết lập một quân đội riêng để chiến đấu với Jafar cho sự tự do của Xứ Sở Thần Tiên, trong khi hai mẹ con Cyrus và Amara tìm đến Giếng Cội Nguồn để hoàn trả nước phép cho Nyx. |                                                |                 |                                                           |                      |                           |

## Tiếp nhận và đánh giá
Những đánh giá cho bộ phim nói chung khá thuận lợi. Loạt phim đã nhật được số điểm 61/100 trên Metacritic dựa trên 21 cuộc khảo sát. Mary McNamara của tờ Los Angeles Times đã tặng cho bộ phim những lời phê bình tích cực và viết rằng, "Có rất nhiều thứ-- tuyệt vời, dễ thương, vân vân. Một số gợi nhớ đến phép thuật đồ họa [CG magic] (cung điện của Hồng Hậu trông lộng lẫy, và đôi tai của Thỏ Trắng là một kiệt tác), và một số thứ tuyệt vời chỉ với cách kể chuyện và các màn ứng biến linh hoạt, mà Lowe và Socha đã rất tài tình trong vấn đề này. Thêm vào đó là một ít lời đối thoại dí dỏm, cách xử trí biến tấu nhân vật thông minh và tất nhiên, khung cảnh phá cách động cơ hơi nước thời Victo, và ABC đã có một lý do để xác định lại giờ phát sóng dành cho gia đình." David Wiegand của tờ San Francisco Chronicle nói rằng trong khi cốt truyện có "một chút tồn trữ", thì ông viết rằng "các hiệu ứng đặc biệt, hướng sắc nét và màn trình diễn với chỉ số octan cao giúp chúng ta quan tâm đủ để theo cùng Alice rơi xuống hố thỏ." Brian Lowry của tạp chí Variety tặng cho bộ phim một lời đánh giá pha trộn rằng "Xứ Sở Thần Tiên cũng không kém phần hấp dẫn [như "Ngày Xửa Ngày Xưa"], nhưng đằng sau những màn cảnh ẩn giấu nhiều sai sót tiềm năng. Một Alice hấp dẫn chắc chắn sẽ giúp vượt qua các vấn đề, nhưng hiệu suất trình diễn vừa rồi đã làm giảm khả năng của một câu chuyện cổ tích có hậu."
| STT | Tựa đề                  | Ngày phát sóng       | Bình chọn/Chia sẻ (18–49) | Lượt xem (triệu người) | Kĩ thuật số (18–49) | Khán giả Kĩ thuật số (triệu người) | Tổng cộng (18–49) | Tổng lượt xem (triệu người) |
| --- | ----------------------- | -------------------- | ------------------------- | ---------------------- | ------------------- | ---------------------------------- | ----------------- | --------------------------- |
| 1   | "Rơi xuống hố thỏ"      | 10 tháng 10 năm 2013 | 1,7/5                     | 5,82                   | —                   | —                                  | —                 | —                           |
| 2   | "Hãy tin em"            | 17 tháng 10 năm 2013 | 1,2/4                     | 4,53                   | —                   | —                                  | —                 | —                           |
| 3   | "Đừng quên tôi"         | 24 tháng 10 năm 2013 | 1,1/4                     | 4,38                   | —                   | —                                  | —                 | —                           |
| 4   | "Rắn thần"              | 7 tháng 11 năm 2013  | 0,9/3                     | 3,55                   | 0.6                 | —                                  | 1,5               | —                           |
| 5   | "Trái tim khối đá"      | 14 tháng 11 năm 2013 | 0,9/3                     | 3,73                   | —                   | —                                  | —                 | —                           |
| 6   | "Alice là ai?"          | 21 tháng 11 năm 2013 | 0,9/3                     | 3,53                   | 0.5                 | —                                  | 1.4               | —                           |
| 7   | "Tạp huyết"             | 5 tháng 12 năm 2013  | 0,9/3                     | 3,24                   | —                   | —                                  | —                 | —                           |
| 8   | "Mái ấm"                | 12 tháng 12 năm 2013 | 0,8/3                     | 3,30                   | —                   | —                                  | —                 | —                           |
| 9   | "Chẳng gì phải sợ"      | 6 tháng 3 năm 2014   | 0,9/3                     | 3,27                   | —                   | —                                  | —                 | —                           |
| 10  | "Những bí mật bẩn thỉu" | 13 tháng 3 năm 2014  | 0,8/3                     | 3,22                   | —                   | —                                  | —                 | —                           |
| 11  | "Trung tâm của vấn đề"  | 20 tháng 3 năm 2014  | 0,8/3                     | 3,51                   | —                   | —                                  | —                 | —                           |
| 12  | "Bắt trộm"              | 27 tháng 3 năm 2014  | 1,0/3                     | 3,35                   | —                   | —                                  | —                 | —                           |
| 13  | "Và họ đã sống..."      | 3 tháng 4 năm 2014   | 0,9/3                     | 3,38                   | —                   | —                                  | —                 | —                           |

## Phát sóng toàn cầu
Ở Canada, kênh City được nhượng quyền phát sóng đồng thời với ABC khi bộ phim ra mắt vào tháng 10. Ở Australia, chương trinh được phát sóng trên Seven Network.